# セントジョージ (ユタ州)
セントジョージ（英: St. George）は、アメリカ合衆国ユタ州の都市。ワシントン郡の郡庁所在地である。人口は9万5342人（2020年）。州南西部、アリゾナ州の州境に位置している。ネバダ州ラスベガスの北東188km、ソルトレイクシティから州間高速道路15号線を伝って南南西488kmに位置している。
セントジョージ都市圏の中核である。2005年時点でコロラド州グリーリーに次いで、国内で2番目に成長率の高い都市圏だった。この傾向は2007年まで続いたが、その後は成長が鈍化した。この時期に白人の人口成長率では国内最速だった。
ユタ州南部とユタのディキシーの中心として、セントジョージ市は州内第7位の都市であり、ワサッチ・フロントに入っていないユタ州の領域では最大の都市である。地域の保守的な社会文化は、一方で「事業によって推進される保守主義」と「不法移民に反発する社会の保守主義」の間の摩擦であり、また他方では、人口の多数を占めるモルモン教徒と非モルモン教徒の間の緊張感であると見られている。

## 歴史

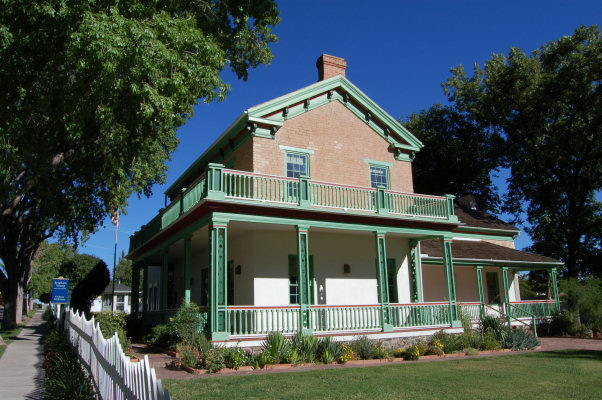
セントジョージ市にあるブリガム・ヤング冬の家と事務所

セントジョージは、末日聖徒イエス・キリスト教会大管長のブリガム・ヤングの指示で、1861年に綿花を栽培する所として設立された。それは教会が自立するための行動全体の一部だった。初期開拓者が綿花を栽培するために苦労したが、市場で競争力ある価格で生産されるには至らなかったので、最後は綿花栽培を放棄した。
1861年に南北戦争が始まったとき、ブリガム・ヤングは現在のワシントン郡となっている所の開拓地を組織した。
戦争で綿花の供給がなくなることを怖れ、彼はこの西部の地で信徒の需要を供給するに足るものを育てる計画を始めた。グレートベースンの縁より下にあるこの温かい地から、十分好都合な報告が上がってきたので、ここで綿花を栽培して成功できると確信した。1861年10月6日にソルトレイクシティで開催された教会の全体会議では、綿花産業を促進するディキシーでの任務に、約300の家族が「読み上げ」られた。信徒の大半は祭壇から自分の名前が呼ばれるまで、この遠征について何も知らなかったが、ほとんど全ての場合に善意で反応し、割り当てられた1か月の間に出発できる用意をした。これらの家族は、適切な数の農家、石工、鍛冶屋、事業家、教育者、大工のいる町を確保できるように選ばれていた。
この開拓地は末日聖徒イエス・キリスト教会の使徒の1人ジョージ・A・スミスから名前が付けられた。

### その後のできごと
1877年4月、末日聖徒イエス・キリスト教会はセントジョージ・ユタ・テンプルを完成させた。教会にとって3番目のテンプルであり、現在では連続して運営されている最古のものになっている。
1997年、アメリカ合衆国学術10種競技全国決勝の会場になった。
2005年1月、長雨でバージン川とサンタクララ川が溢れたために、100年洪水とも呼ばれた大洪水が地域全体に起こった。サンタクララ川によって、死者が1人、数件の家が破壊された。
2012年3月、ユタ州では初めてアメリカ海軍ブルーエンジェルスの航空ショー「サンダー・オーバー・ユタ」が開催された。

### 放射能汚染
1953年5月19日、アメリカ合衆国政府は、ネバダ核実験場で32キロトン (130 テラジュール) の原子爆弾（愛称ハリー）を爆発させた。この爆弾により莫大な量の放射性降下物（死の灰）が発生したので、「ダーティ・ハリー」という名前を貰った。風がセントジョージまで135マイル (217 km) の距離を運び、住民は「奇妙に金属的な味を空中に感じた」とされている。
ハワード・ヒューズ監督の映画『征服者』は、この爆発があったときにセントジョージ地域で撮影された。そのときの俳優やスタッフの中のガン発生率が異常なくらい高いとされている。
ラスベガスの北西にあるユッカ・フラッツ/ネバダ実験場における地上核実験では、セントジョージが放射性降下物の矛先になった。風が定期的にセントジョージやユタ州南部までこれら実験の降下物を運んだ。白血病、リンパ腫、甲状腺癌、乳ガン、黒色腫、骨肉腫、脳腫瘍、消化管癌などの発生率増加が1950年代半ばから1980年代に報告された。
1962年、アメリカ合衆国原子力エネルギー委員会は、「ユタ州セントジョージに住む子供達が、甲状腺に受ける放射性ヨードの量で、120ないし440ラド (1.2 - 4.4 グレイ) であることを報告した。

## 地理

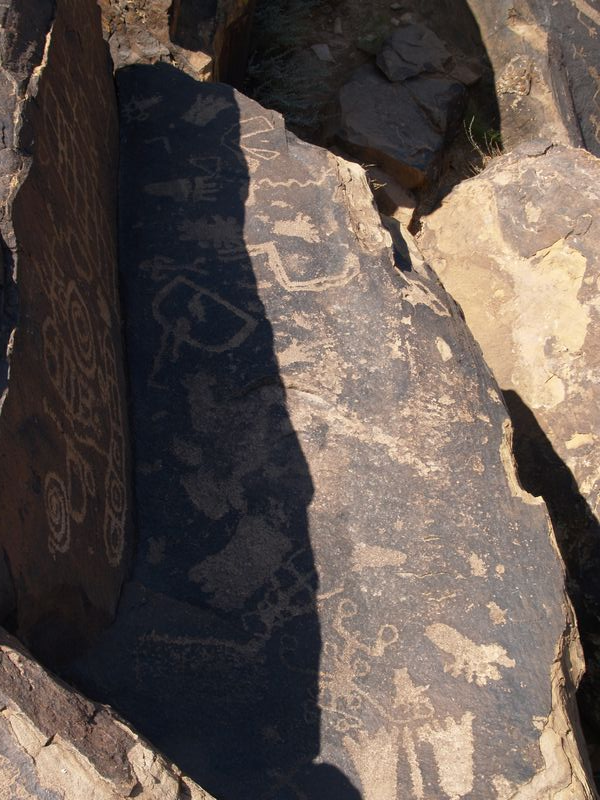
サンタクララ川貯水池にある数百個の岩面陰刻、テンピポップ・トレイルにある

アメリカ合衆国国勢調査局に拠れば、市域全面積は64.9平方マイル (168.0 km2)であり、このうち陸地64.4平方マイル (166.8 km2)、水域は0.5平方マイル (1.2 km2)で水域率は0.72%である。
セントジョージはモハーヴェ砂漠の北東部にあり典型的な砂漠植生の乾燥した砂漠バレーにある。市域の大半は標高3,000フィート (900 m) 以下にある。コロラド高原、グレートベースン、モハーヴェ砂漠が全て集まった地質的遷移帯にある。ビーバーダム山地/ユタ丘陵が西にあり、北にはパインバレー山地、東にはコロラド高原とザイオン国立公園、南はアリゾナ・ストリップである。バージン川とサンタクララ川が市内を流れ、ウェッブ・ヒルの近くで中心街の南、現在ディキシー・ドライブと州間高速道路15号線が交わる所の下で合流している。
前史時代の溶岩がバレーの中央にある高原を覆い、中心街を自然の地形で東と西に分けており、市の拡張する格子状道路にとっては障害になっている。特に市の中心から外側に広がるときに東西方向の回廊が難しい。
市街地はセントジョージ・バレー全体にある多くの丘、メサ、自然環境の周りに広がっている。レッドクリフス砂漠保護地は赤い砂岩の崖上に乗っており、それが中心街、すなわちバレー中央部の自然の北側境界になっている。スノーキャニオン州立公園が市内北西4分の1を覆っている。郊外町である西北西のサンタクララとアイビンス、東のワシントンとハリケーンに挿まれたかたちになっている。

### 地質

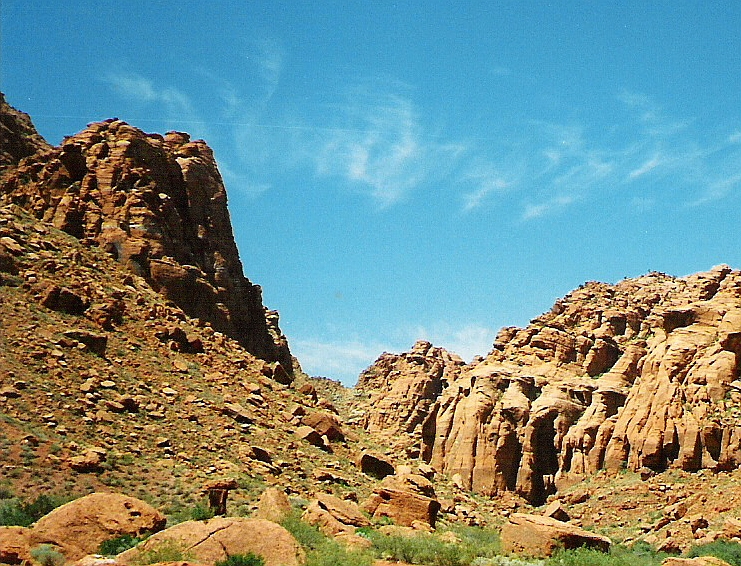
セントジョージの周りの土地の大半は、自然の明るい赤である

ユタ州南西部では、酸化鉄があるために土壌と岩の外観は赤である。市の古い部分（特にバージン川に近い南部）は氾濫原沖積層にあるが、セントジョージの多くは直接ジュラ紀、三畳紀、ペルム紀の堆積層の上に建設されている。市域内では年代順に次のような地層が見られる。
カイバブ石灰岩（ペルム紀）: 灰色の化石を含む石灰岩、ホースマン・パーク・ドライブに沿ったバージン川背斜の中央と、サウスブルーミントンヒルズの南にある低い丘陵部で露出
モーンコピ地層（三畳紀）: チョコレート色から赤、および白のバンドがついた泥岩、頁岩、石灰岩、シルト岩であり、厚い層の石膏を含む。ブルーミントン、サウスブルーミントンヒルズ、ウェッブ・ヒルの南側で露出
シャイナランプ・コングロマリット（三畳紀）: 黄色から褐色の崖を形成する砂岩と礫岩、化石化した牡蠣の殻や石化した木を含む。ブルーミントン北の崖面、ウェッブ・ヒル、バージン川沿いサウス通り1450の南に形成。実際にはチンル層の最下層
チンル層（三畳紀）: 紫、白、灰、ところによって緑のベントナイト頁岩が風化した粘土。この層に形成された地層の柔らかさと構造によって、沈下や滑りの可能性が高い。チンル層はセントジョージの大きな部分の下にあり、ノースブルーミントンヒルズ、グリーンバレーの多く、市内東部リバーサイド・ドライブやパインビュー高校周りを含む

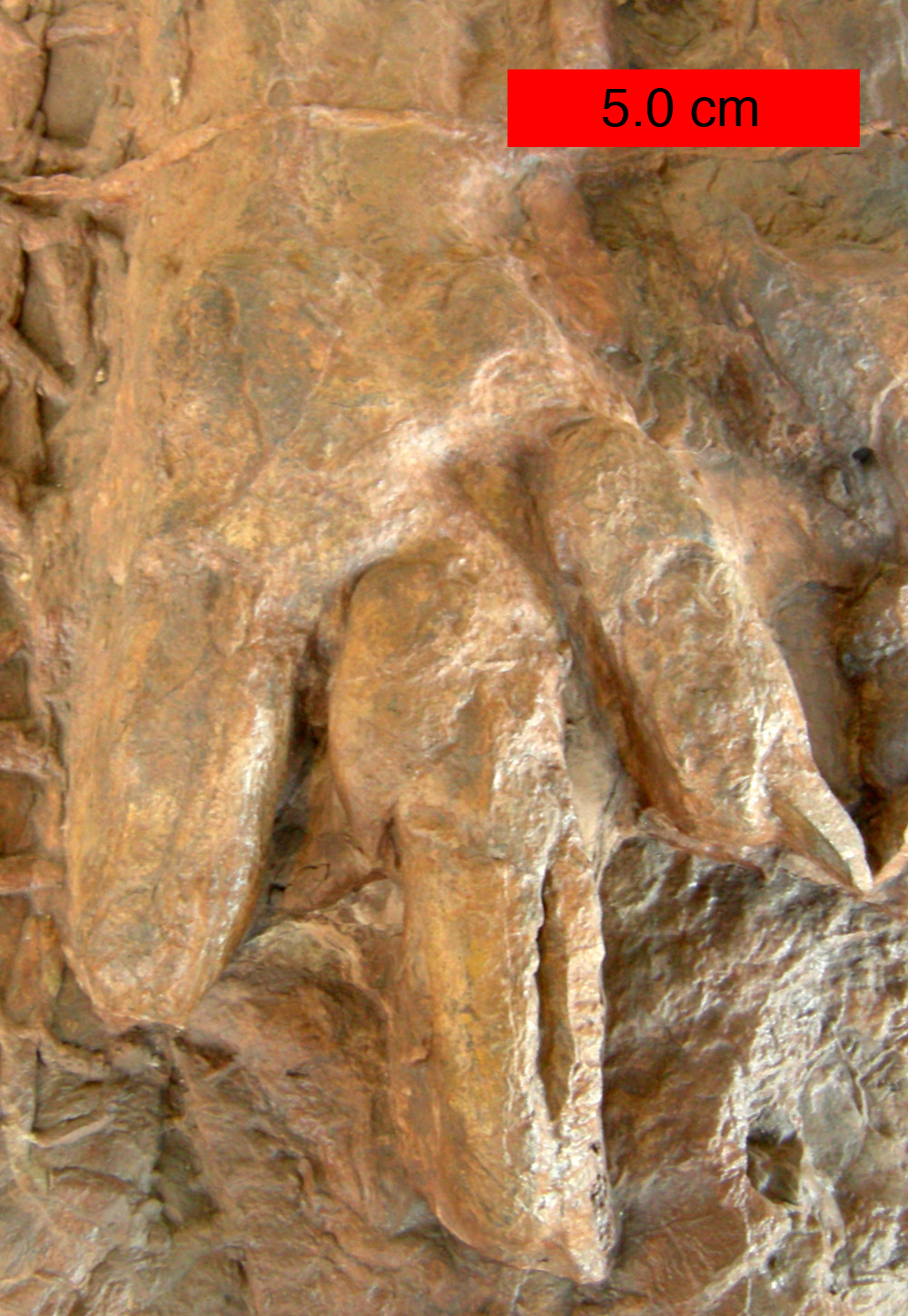
恐竜ユーブロンテスの足跡、ユタ州南西部セントジョージ恐竜発掘遺跡ジョンソン農園で、ジュラ紀モーネイブ層下層

モーネイブ層（ジュラ紀）: 赤とオレンジの砂岩、シルト岩、泥岩。モーネイブ層スプリングデール砂岩とその上のナバホ砂岩の区分について混乱がある。セントジョージ地域での外観は類似している。市の古い部分の北（レッドヒルズ・パークウェイの北）とディキシー・レッドヒルのゴルフコースにある赤い崖がモーネイブ層一部であると考えられている。その他の露出部として、ブラックヒルズの東と西、ディキシーダウンズの南部がある。
ケイエンタ層（ジュラ紀）: 赤、オレンジ、紫の砂岩、頁岩、泥岩。ディキシーダウンズ北部やスノーキャニオン・パークウェイ沿いを含み市の北部で、大量のナバホ砂岩の下で斜面を形成している
ナバホ砂岩（ジュラ紀）: 灰色から褐色、赤、（上層では）白の大量の砂岩。スノーキャニオン・パークウェイの上で崖面を形成し、ウィンチェスターヒルズでは白い露出岩となっている
玄武岩質溶岩は第4紀から流れ出て、セントジョージ市の古い部分の東と西で黒い縁を形成している。火山の噴火でこれらの流れを生んだものであり、120万年前と考えられている。
その他地質的に興味ある地点には、バージン川の背斜がある。岩が中央で浸食され、セントジョージ東にある「パーガトリー・フラッツ」を囲む薄い壁を作っている。もう一つ、花崗岩の1枚岩であるパインバレー山は世界でも最大級の餅盤である。

## 気候
セントジョージはユタ州の中では標高が低く、南西の砂漠にあることで、州内他所とは異なり最も温かく、亜熱帯乾燥気候（ケッペンの気候区分 BWkまたはBWh）になっている。夏は長くて暑く、冬は短くて冷涼である。月別日間平均気温は12月の41.3°F (5.2 ℃) から7月の87.9°F (31.1 ℃) まで変化し、100°F (38 ℃) を超える日は60日、90°F (32 ℃) を超える日は122日（平均的に4月27日から10月5日）ある。逆に氷点下になる日は61日（平均的に11月12日から3月14日）ある。州内の最高気温118°F (48 ℃) はセントジョージから南、アリゾナ州境近くで2007年7月4日に記録され、セントジョージ市内で1985年7月5日に記録された117°F (47 ℃) を破った。日間最低気温の過去最高は、1921年7月7日と19日に記録された98°F (37 ℃) である。冬は放射冷却のために夜間に凍結することが多い。過去最低気温-11°F (-24 ℃) と日間最高気温の過去最低17°F (-8 ℃) はどちらも1937年1月22日に記録された。
年間平均降水量は8.25インチ (210 mm) である。降水は年間を通じ平均してあるが、4月下旬から6月（太平洋嵐シーズンの後、かつモンスーンの前）は乾燥する。晩秋から早春にかけて太平洋からの湿気が降水となる。嵐は4月中旬まで市の北を通ることが多い。7月中旬から9月中旬の夏にカリフォルニア湾から吹くモンスーンは、局所的だが激しい雷雨をもたらすことが多い。24時間最大雨量は1918年5月29日に記録された5.00インチ (127 mm) だった。降雪は希であり、計測可能（0.1インチ、2.5 mm 以下）な降雪がある年は60％未満である。年間平均降雪量は1.0インチ (2.5 cm) である。過去の最も早い降雪は1971年の10月29日、最も遅い降雪は1927年の4月11日だった。1日の最大降雪量は1974年1月5日に記録された10,0インチ (25 cm) だった。
| セントジョージ（1981年-2010年平均）の気候 | セントジョージ（1981年-2010年平均）の気候 | セントジョージ（1981年-2010年平均）の気候 | セントジョージ（1981年-2010年平均）の気候 | セントジョージ（1981年-2010年平均）の気候 | セントジョージ（1981年-2010年平均）の気候 | セントジョージ（1981年-2010年平均）の気候 | セントジョージ（1981年-2010年平均）の気候 | セントジョージ（1981年-2010年平均）の気候 | セントジョージ（1981年-2010年平均）の気候 | セントジョージ（1981年-2010年平均）の気候 | セントジョージ（1981年-2010年平均）の気候 | セントジョージ（1981年-2010年平均）の気候 | セントジョージ（1981年-2010年平均）の気候 |
| 月                                        | 1月                                       | 2月                                       | 3月                                       | 4月                                       | 5月                                       | 6月                                       | 7月                                       | 8月                                       | 9月                                       | 10月                                      | 11月                                      | 12月                                      | 年                                        |
| ----------------------------------------- | ----------------------------------------- | ----------------------------------------- | ----------------------------------------- | ----------------------------------------- | ----------------------------------------- | ----------------------------------------- | ----------------------------------------- | ----------------------------------------- | ----------------------------------------- | ----------------------------------------- | ----------------------------------------- | ----------------------------------------- | ----------------------------------------- |
| 最高気温記録 °F （°C）                    | 72 (22)                                   | 84 (29)                                   | 91 (33)                                   | 100 (38)                                  | 108 (42)                                  | 115 (46)                                  | 117 (47)                                  | 113 (45)                                  | 109 (43)                                  | 107 (42)                                  | 88 (31)                                   | 75 (24)                                   | 117 (47)                                  |
| 平均最高気温 °F （°C）                    | 53.7 (12.1)                               | 58.8 (14.9)                               | 67.3 (19.6)                               | 75.2 (24)                                 | 85.8 (29.9)                               | 95.7 (35.4)                               | 101.4 (38.6)                              | 99.1 (37.3)                               | 91.7 (33.2)                               | 77.7 (25.4)                               | 62.9 (17.2)                               | 51.9 (11.1)                               | 76.8 (24.9)                               |
| 平均最低気温 °F （°C）                    | 31.0 (−0.6)                               | 35.3 (1.8)                                | 41.6 (5.3)                                | 48.7 (9.3)                                | 58.7 (14.8)                               | 67.3 (19.6)                               | 74.5 (23.6)                               | 72.8 (22.7)                               | 63.2 (17.3)                               | 49.7 (9.8)                                | 38.0 (3.3)                                | 30.6 (−0.8)                               | 51.0 (10.6)                               |
| 最低気温記録 °F （°C）                    | −11 (−24)                                 | 1 (−17)                                   | 12 (−11)                                  | 18 (−8)                                   | 20 (−7)                                   | 35 (2)                                    | 41 (5)                                    | 40 (4)                                    | 25 (−4)                                   | 20 (−7)                                   | 4 (−16)                                   | −4 (−20)                                  | −11 (−24)                                 |
| 降水量 inch （mm）                        | 1.04 (26.4)                               | 1.21 (30.7)                               | 1.01 (25.7)                               | .59 (15)                                  | .21 (5.3)                                 | .19 (4.8)                                 | .49 (12.4)                                | .67 (17)                                  | .56 (14.2)                                | .76 (19.3)                                | .67 (17)                                  | .85 (21.6)                                | 8.25 (209.4)                              |
| 降雪量 inch （cm）                        | 0.4 (1)                                   | 0.3 (0.8)                                 | 0.1 (0.3)                                 | 0 (0)                                     | 0 (0)                                     | 0 (0)                                     | 0 (0)                                     | 0 (0)                                     | 0 (0)                                     | 0 (0)                                     | 0.1 (0.3)                                 | 0.1 (0.3)                                 | 1 (2.5)                                   |
| 平均降水日数 （≥0.01 in）                 | 5.2                                       | 6.1                                       | 5.5                                       | 3.6                                       | 2.4                                       | 1.5                                       | 2.9                                       | 3.6                                       | 2.6                                       | 3.8                                       | 3.4                                       | 4.6                                       | 45.2                                      |
| 平均降雪日数 （≥0.1 in）                  | 0.2                                       | 0.2                                       | 0.1                                       | 0                                         | 0                                         | 0                                         | 0                                         | 0                                         | 0                                         | 0                                         | 0.1                                       | 0.2                                       | 0.9                                       |
| 出典：NOAA (extremes 1893–present)        |                                           |                                           |                                           |                                           |                                           |                                           |                                           |                                           |                                           |                                           |                                           |                                           |                                           |

## 市政府とインフラ
セントジョージ市政府は市政委員会・マネジャー方式を採用している。市長、市マネジャー、市マネジャー補が各1人、市政委員は5人いる。市政委員会は毎月第1および第3木曜日に市政委員会室で開催される。
アメリカ合衆国裁判所、ワシントン郡治安裁判所、少年裁判所、第5区裁判所が中心街にある。

### 医療
ディキシー地域医療センターは山間医療の病院であり、ユタ州南部、アリゾナ州北西部、ネバダ州南東部の3つの州にわたる地域で、基本的緊急医療対応を行っている。最も近い外傷センターはラスベガスの南ネバダ大学医療センターである。

### ユーティリティ
セントジョージ地域はセントジョージ市ユーティリティが市域の大半を、ディキシー・パワーが市の南部郊外を、ロッキーマウンテン・パワーがセントジョージ大都市圏の一部を担当して電力を供給している。

## 芸術と文化
セントジョージ市には幾つかの博物館や画廊があり、その中でも著名なものはセントジョージ美術館、セントジョージ子供博物館、ローゼンブルフ野生生物博物館がある、セントジョージ恐竜発見遺跡がある.。近くのアイビンスにはコヨーテ・ガルチ・アートビレッジがある。
市内ではサウスウェスト交響楽団とサザンユタ歴史遺産合唱団が活動している。毎春セントジョージ芸術祭が開催されている。市は毎年夏にアート・イン・ザ・パークとコンサート・イン・ザ・パークを後援し、バーノン・ワーセン・パークで様々な音楽の催しを開催している。
ディキシー州立大学はセレブリティ・コンサート・シリーズや毎年のスプリング・ブレイク・コンサートを行っている。
10月のハンツマン・ワールド・シニア・ゲイムズや、ボストンマラソンの参加資格となる国内第13位のセントジョージ・マラソンには、多くの参加者や観衆が集まる。他にもセントジョージ・アイアンマン・トライアスロンや、ニトロ・サーカスのあるフォール・フューエル・フェストがある。ワシントン郡祭は毎年8月にセントジョージ地域の東ハリケーン市にある郡地域公園で開催されている。1週間続くセントジョージ・パレード・オブ・ホームズでは、毎年2月に高級住宅や建築物を展示している。
著名な公演会場としてはセントジョージ・オペラハウス、ディキシー州立大学のバーンズ・アリーナ、コックス公会堂、O・C・ターナー円形劇場がある。市内最大のディキシー会議場では、コンサート、集会の他、UFCケージファイティング、春の家と庭園展示会、ワット・ウィミン・ウォント・エクスポ、ディキシー地域交通展示会など大きな行事が行われている。地元の音楽シーンに貢献した古い会場として、歴史あるタバナクル通りにあるエレクトリック・シアターがある。トゥアカーン円形劇場では、スノーキャニオンの赤い崖壁という背景の中で、年間を通じてショーはコンサートが開催されている。

## 経済
スカイウェスト航空がセントジョージに本社を置いており、市営空港の主要就航会社である。ウォルマートが市の郊外に大型物流センターを所有しており、ファミリードラーは国内南西部を対象にした物流センターをフォートピアース産業団地内にオープンした。
ワシントン郡教育学区の主事務所が市内にある。
カフェリオのレストランチェーンは1997年にセントジョージで始まった。
地元経済の多くは、セントジョージがザイオン国立公園、ブライスキャニオン国立公園、グランドキャニオン国立公園、さらに幾つかの州立公園や保養地域に近いことから、観光業から上がっている。年間を通じて開催されるゴルフなど、国際的に認められた行事も市の経済に大きく貢献している。

## 交通
中心街の南東、サザン・パークウェイ沿いにあるセントジョージ市民空港は2011年1月に1億7,500万ドルをかけて開設された。2013年6月6日時点では、毎日ソルトレイクシティとコロラド州デンバーに直行便が就航している。
現在、鉄道は通っていない。ユニオン・パシフィック鉄道はソルトレイクシティとラスベガスを結んでおり、市の北と西約60マイル (100 km) を通っている。
「サントラン」が市内の公共輸送機関であり、市内60か所以上のバス停を結ぶ4つの路線を運行している。市域外への拡張も計画されている。

### 主要高規格道路
- 州間高速道路15号線、北のソルトレイクシティ、南のラスベガスを結び、さらに南カリフォルニアのサンディエゴまで通っている。州間高速道路70号線の西端が市の北125マイル (200 km) にあり、東のデンバー、カンザスシティ、東海岸に通じている。アメリカ国道93号線を経由して南の州間高速道路10号線や州間高速道路40号線に接続し、アリゾナ州フェニックスに通じている
- ユタ州道7号線、部分的に完成した環状道路、現在は州間高速道路15号線と市民空港を結ぶ7マイル (11 km) の枝線である。将来は都市圏を囲む高速自動車道になる
- アメリカ国道91号線/ユタ州道8号線（サンセット・ブールバード）、州間高速道路15号線が建設される以前は市内を通る唯一の国道だった。現在はセントジョージ市の西、サンタクララ、アイビンスを通り、ビーバーダムで州間高速道路15号線に接続する。旧ハイウェイ91号線と呼ばれる
- ユタ州道34号線、（セントジョージ・ブールバード）、中心街を通る幹線道、西のブラフ通りと東のリバー道路/レッドクリフス・ドライブを結ぶ
- ユタ州道18号線（ブラフ通り）、エンタープライズやベリルジャンクションとを繋ぎ、ネバダに至る

## スポーツ
市内には、マイナーリーグ野球チームが2つあった。最初は1999年から2001年まで独立リーグのウエスタン・ベースボール・リーグに属したセントジョージ・パイオニアーズであり、2000年にリーグ優勝した。次にゴールデンベースボールリーグに属したセントジョージ・ロードランナーズができたが、2010年にネバダ州ヘンダーソンに本拠を移した。

## 公園とレクリエーション
市内には多くの公園があり、また幾つか賞を得たゴルフコースやレクリエーション地域、さらに全長65マイル (104 km) の都市型トレイルがある。著名な公園としては、キャニオンズ・ソフトボール複合施設、リトルバレー・ソフトボール複合施設、ワシントン郡水域保存地区実証庭園のあるトナキント自然センター、セントジョージ・モトクロス公園がある。市の東部にはワシントン郡地域公園と催事場がある。レクリエーション・センターとしては、セントジョージ・レクリエーション・センター、ワシントンシティ・レクリエーション・センター、屋内水泳施設のサンドホロー・アクアティックス・センターがある。その他、ドッグパーク、スプラッシュ・パッズ、都心型釣り堀、スケート公園2か所もある。

## メディア
セントジョージ市やネバダ州を含む周辺で免許を受けたラジオ局として、AM3局、FM15局を聴取できる
市内で免許を得たテレビ局は1局のみある。

### 新聞
「ザ・スペクトラム」はガネット社が所有する日刊紙である。「ジ・インディペンデント」は地元ニュースや娯楽、行事を扱う月刊紙であり、無料オンライン版もある。「セントジョージ・ニューズ」もオンライン版である。その他「ソルトレイク・トリビューン」、「デゼレット・モーニング・ニューズ」、「ラスベガス・レビュー・ジャーナル」、「ラスベガス・サン」も購読できる。

## 教育
市内にはディキシー州立大学がある。4年制大学であり、学生数は2012年時点で約9,000人である。他にディキシー応用工学カレッジもある。またフェニックス大学のカレッジ教育センターやスティーブンス・ヘネガー・カレッジもある。

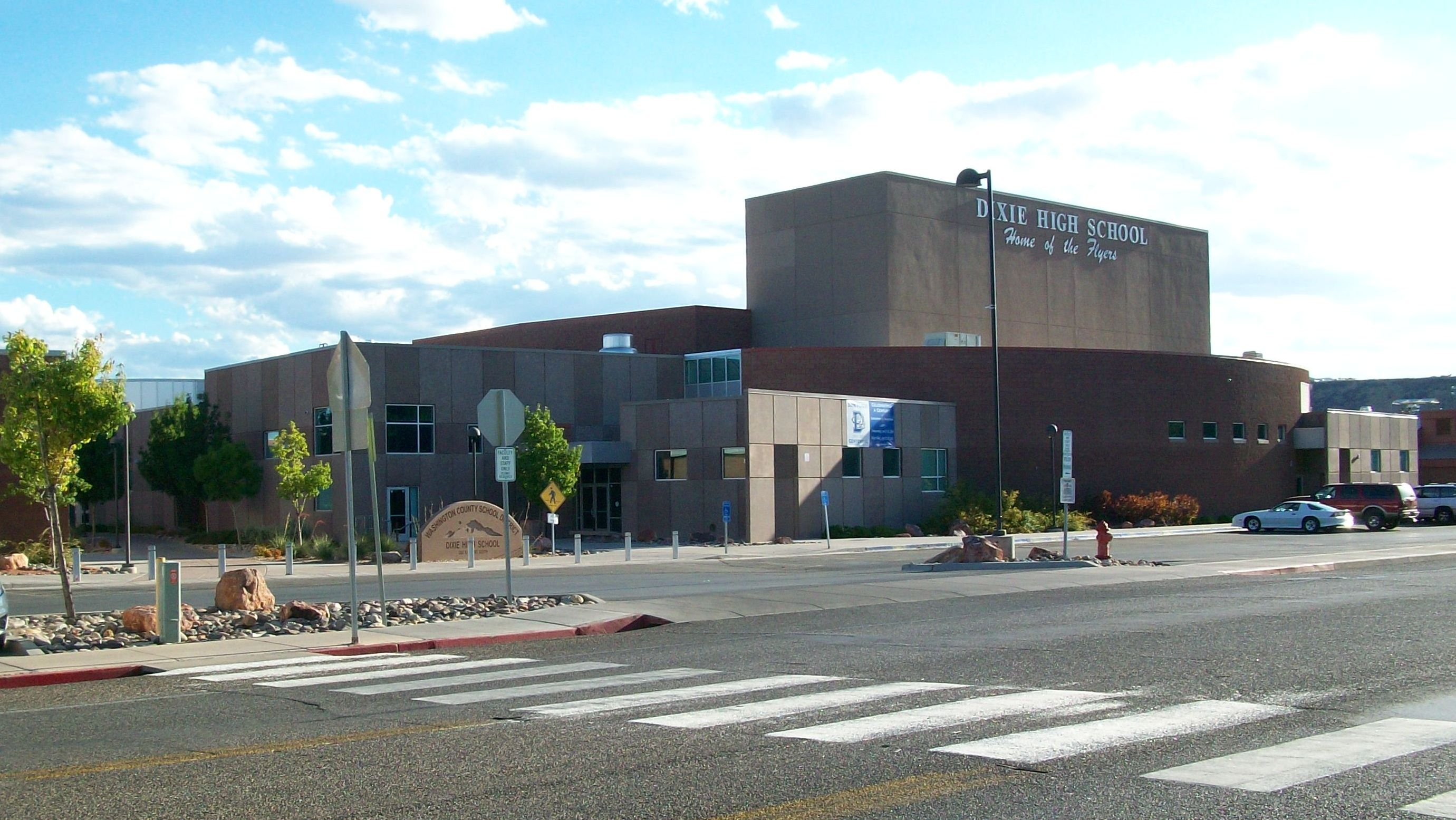
ディキシー高校

セントジョージ市はワシントン郡教育学区に属している。公立高校は4校ある。またオールターナティブ高校も1校ある。中学校は4校、中間学校3校、さらに多くの小学校もある。
隣接するアイビンスには州内初のチャータースクールであるトゥアカーン演芸高校があり、ユタ州民であれば授業料無しで大隊教育を提供している。

## 人口動態
2005年9月、国内で2番目に人口成長率の高い都市圏とされた。
以下は特記無い限り2000年国勢調査による人口統計データである。
| 基礎データ - 世帯数: 27,552 世帯(2011年） - 人口密度: 438人/km2（1,135人/mi2）(2011年） - 住居数: 32,089 軒(2010年） - 住居密度: 192軒/km2（498軒/mi2） 人種別人口構成(2010年） - 白人: 87.2% - アフリカン・アメリカン: 0.7% - ネイティブ・アメリカン: 1.5% - アジア人: 0.8% - 太平洋諸島系: 1.0% - その他の人種: 8.9% - ヒスパニック・ラテン系: 12.8% 年齢別人口構成 - 18歳未満: 28.4% - 18-24歳: 13.7% - 25-44歳: 22.0% - 45-64歳: 16.8% - 65歳以上: 19.3% - 年齢の中央値: 31歳 - 性比（女性100人あたり男性の人口） - 総人口: 94.5 - 18歳以上: 91.2 | 世帯と家族（対世帯数） - 18歳未満の子供がいる: 34.2% - 結婚・同居している夫婦: 63.6% - 未婚・離婚・死別女性が世帯主: 8.6% - 非家族世帯: 24.9% - 単身世帯: 19.4% - 65歳以上の老人1人暮らし: 10.2% - 平均構成人数 - 世帯: 2.81人 - 家族: 3.21人 収入と家計 - 収入の中央値 - 世帯: 36,50米ドル - 家族: 41,788米ドル - 性別 - 男性: 31,106米ドル - 女性: 20,861米ドル - 人口1人あたり収入: 17,022米ドル - 貧困線以下 - 対人口: 11.6% - 対家族数: 7.4% - 18歳未満: 14.4% - 65歳以上: 4.4% |

## 宗教
宗教の人口比率

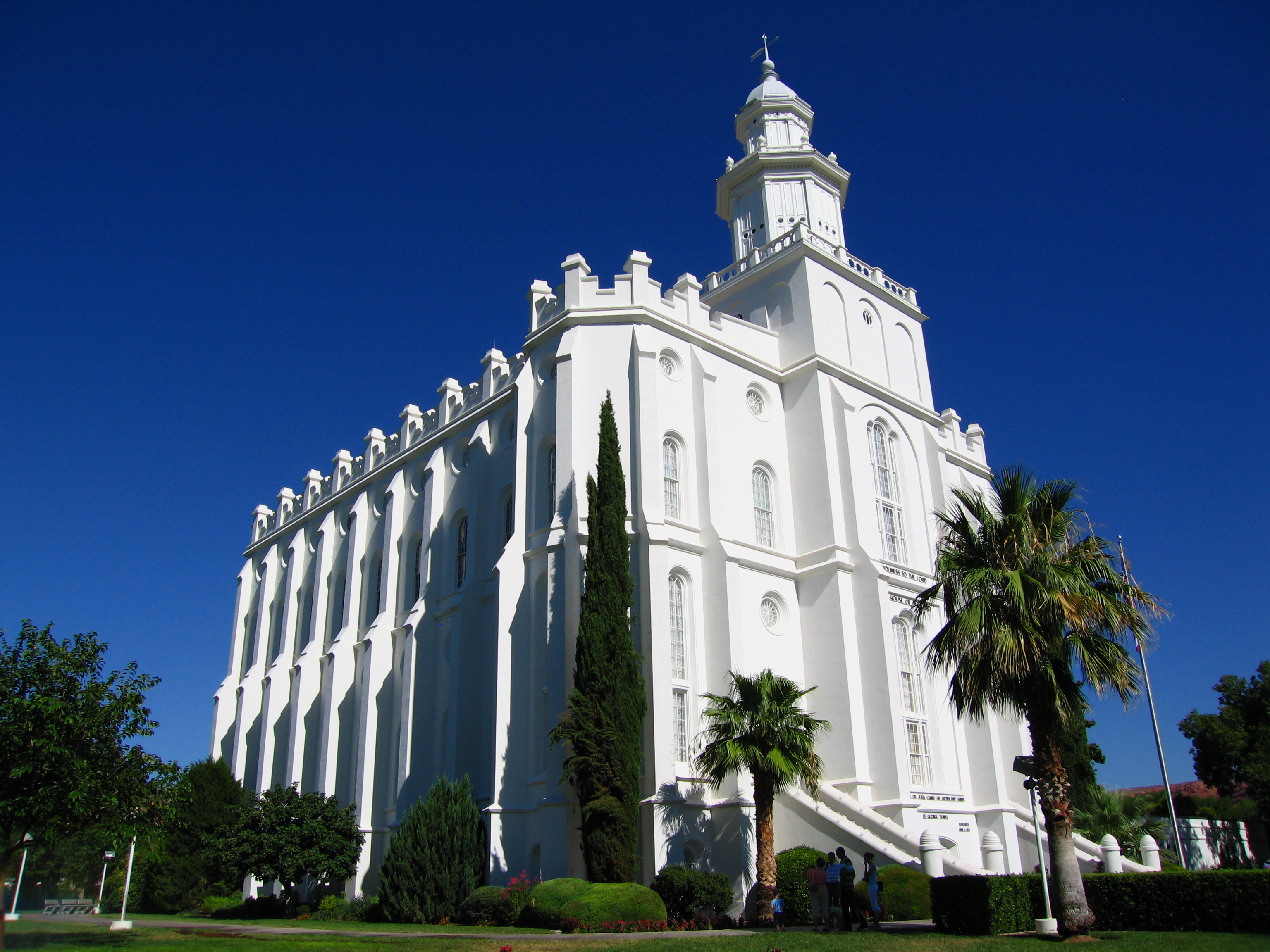
末日聖徒イエス・キリスト教会のセントジョージ・ユタ・テンプル、1877年完成

- 末日聖徒イエス・キリスト教会 - 92.5%
- カトリック - 4.1%
- プロテスタント - 2.8%
- その他 - 0.5%

## 著名な出身者
- ジュリアス・アービング、元NBAのスター選手[39]
- ブルース・ハースト、元メジャーリーグベースボール選手[40]
- エイジア・キャレラ、成人映画スター
- トレイシー・ヒックマン、ファンタジー小説家[41]
- アマンダ・リゲッティ（1983年-）- 女優（『The O.C.』、『Reunion』、『メンタリスト』に出演）

## 大衆文化の中で
セントジョージで撮影された映画
- 明日に向って撃て!
- ザ・カー
- 出逢い
- ロマンシング・ストーン 秘宝の谷
- ハイスクール・ミュージカル2